# Papamosques de Libèria
El papamosques de Libèria (Melaenornis annamarulae) és una espècie d'ocell de la família dels muscicàpids (Muscicapidae) endémica de l'África occidental. Es troba als següents països: Costa d'Ivori, Ghana, Guinea, Libèria i Sierra Leone. El seu estat de conservació es considera vulnerable.